# Адвенций
Адвенций (лат. Adventius; умер 31 августа 875) — епископ Меца с 855 или 858 года; один из наиболее выдающихся иерархов Лотарингии третьей четверти IX века.

## Биография
Адвенций известен из целого ряда средневековых исторических источников, бо́льшая часть которых современна ему. Среди таких трудов: франкские анналы, акты различных синодов духовенства Каролингский Европы, послания и другие документы.
Точное происхождение Адвенция неизвестно. Его отец в средневековых источниках упоминается как «сакс» (лат. Saxon). Вероятно, Адвенций родился в аристократической семье, но не принадлежавшей к высшему слою знати. Его близким родственником (братом, племянником или дядей) был архиепископ Трира Бертульф. Возможно, у Адвенция были брат или сестра.
Адвенций получил духовное образование в Меце у местного епископа Дрого. По протекции своего наставника он стал ключарём собора Святого Стефана и аббатом монастыря Святого Арнульфа. Возможно, в 848 году в сане аббата Адвенций участвовал в Мецском синоде.
Благодаря тому, что Дрого был внебрачным сыном Карла Великого, Адвенций свёл знакомство с его родственниками из династии Каролингов. Когда же Дрого 8 декабря 855 года умер, Адвенций стал его преемником. В «Деяниях мецских епископов» сообщается, что Адвенций был избран «народом и клиром Меца» и даже сначала отказывался от сана. Однако современные историки считают, что получением епархии он был обязан одному из Каролингов, возможно, Карлу II Лысому, хотя Мец находился во владениях Лотаря II. Интронизация Адвенция состоялась только 7 августа 858 года, а до того епископская кафедра в Меце, возможно, считалась вакантной. Церемонию возведения нового епископа в сан провели Теутгауд Трирский, Арнульф Тульский и Гаттон Верденский.
В мае 859 года Адвенций участвовал в церковном синоде в Меце. На нём обсуждались пути примирения враждовавших тогда королей из династии Каролингов — Карла II Лысого и Лотаря II с одной стороны и Людовика II Немецкого с другой. По решению собора в том же году вместе с архиепископом Гинкмаром Реймсским Адвенций ездил в Восточно-Франкское королевство. Как посланцы своих монархов — Лотаря II и Карла II Лысого — они требовали от Людовика II Немецкого освободить захваченные тем территории Западно-Франкского королевства, в случае отказа угрожая тому отлучением. Однако это посольство было безуспешным. После того как восточные франки были вынуждены возвратиться на родину, Карл II Лысый в июне 860 года в Савоньере провёл государственную ассамблею. Среди её участников был и Адвенций. На этом собрании правитель Западно-Франкского государства щедро наградил всех, кто сохранил ему верность во время конфликта с Людовиком II Немецким.
В 860 году Адвенций участвовал также в других синодах франкского духовенства: 5 мая в соборе в Кобленце и 22 октября в соборе в Туси. На первом из них снова обсуждалось установление мира среди Каролингов: на этот раз, Карла II Лысого, Лотаря II и Людовика II Итальянского с одной стороны и Людовика II Немецкого с другой. На втором синоде обсуждались только церковные вопросы.
Возможно, Адвенций некоторое время был королевским канцлером Лотаря II. Хотя епископ Меца был верен королю Лотарингии, он также поддерживал хорошие отношения с королём Западно-Франкского государства Карлом II Лысым. Поэтому Лотарь II неоднократно посылал Адвенция послом в королевство западных франков. В 862 году Карл II Лысый через Адвенция передал Лотарю II послание с упрёками и претензиями, и король Лотарингии обещал рассмотреть все спорные вопросы между двумя монархами.
Адвенций принимал активное участие в бракоразводном процессе Лотаря II с Теутбергой. После его успешного завершения король намеревался жениться на Вальдраде, своей любовнице и матери единственного сына Гуго. Вопросы развода монарха обсуждались на нескольких синодах духовенства Лотарингии, и во всех них участвовал епископ Меца. Первым из таких собраний был Ахенский собор 9 января 860 года. 4 января 861 году тема развода поднималась на другом Ахенском соборе. В 862 году состоялись ещё два синода: Ахенский (28 апреля) и Мецский соборы. На втором из них было принято решение о расторжении брака Лотаря II и Теутберги. Будучи подданным короля Лотарингии, епископ Меца выступал защитником интересов своего монарха, но он не был столь убеждённым сторонником развода, как Гюнтер Кёльнский и Теутгауд Трирский. Вероятно поэтому, упоминая о своём участии в этом синоде, Адвенций только сообщал, что подобно другим прелатам прибыл на него по просьбе короля. В то же время архиепископ Кёльна составил подробное описание собора, изложив в нём причины одобрения развода и подвергнув критике недоброжелателей Лотаря II.
Однако с разводом Лотаря II и Теутберги не согласился папа римский Николай I. По его приказу в 863 году в Меце был проведён новый синод, на котором присутствовали два папских легата. Хотя те получили от папы в документе «Commontorium» указания о необходимых для одобрения развода условиях, они не стали настаивать на их выполнении. В результате участники собора (в том числе, Адвенций) подтвердили решение Мецского синода 862 года. Это вызвало гнев Николая I, и по приезде в октябре в Рим Гюнтера Кёльнского и Теутгауда Трирского папа обвинил их в подкупе легатов. Заручившись поддержкой созванного им в Латеранском дворце синода, наместник Святого Престола отменил решения обоих Мецских соборов и отлучил двух архиепископов. В направленном другим участникам синодов послании папа римский угрожал отлучить и их тоже, если те не оправдаются от обвинений. Среди приславших Николаю I покаянные письма был и Адвенций. В полученном папой в 864 году послании епископ Меца просил прощения и объяснял своё одобрение соборных решений тем, что он только поддержал высказанное его митрополитом мнение и не обратил внимания на нарушение этим распоряжений папы. В письме Адвенций также ссылался на свои старость и слабое здоровье как на причины, по которым он не мог приехать в Рим и лично принести Николаю I покаяние за свою поддержку развода. Благодаря ходатайству за Адвенция короля Карла II Лысого, такой ответ удовлетворил папу римского, и, в отличие от архиепископов Гюнтера и Теутгауда, епископ Меца сохранил свой сан. Вероятно, не последнюю роль в этом сыграло и совместное с Ратольдом Страсбургским и Франконом Льежским участие Адвенция в низложении Гюнтера Кёльнского.
В 865 году Лотарь II был вынужден отказаться от намерения немедленно развестись с Теутбергой. На состоявшейся 3 августа того же года церемонии в Вандресе, в присутствии папского легата Арсения и наиболее влиятельных светских и церковных персон Лотарингии (включая Адвенция), король возвратил ко двору законную супругу. Епископ Меца сообщил об этом папе римскому, но отношение наместника Святого Престола к королю так и не улучшилось.
Известна принадлежавшая Адвенцию коллекция документов о разводе Лотаря II и Теутберги. В собрании имеются три письма Николая I, четыре письма епископа Меца к папе римскому, семь королевских писем к Николаю I и Адриану II, по одному посланию к легату Арсению, архиепископу Теутгауду Трирскому и епископу Гаттону Верденскому, а также постановления Ахенского собора 862 года. Не установлено, все ли документы из архива епископа Меца сохранились: возможно, первоначально их было значительно больше. Во всех своих посланиях из этой коллекции Адвенций подтверждал ошибочность своей поддержки развода Лотаря II. Скорее всего, мецский епископ сохранил эти документы с целью оправдаться от возможных повторных обвинений. Предполагается, что архивом Адвенция мог пользоваться Регино Прюмский, в своей хронике оставивший наиболее подробное описание бракоразводного процесса Лотаря II и Теутберги. Часть эти документов, хранящаяся в Ватиканской апостольской библиотеке (Biblioteca Vallicelliana I 76), были изданы Ж. П. Минем в сто двадцать первом томе «Patrologia Latina».
В 863 году Адвенций реорганизовал монастырь Горз. С согласия Лотаря II после смерти настоятеля (светского аббата) и графа Бивина он поставил во главе обители клирика Беттона.
После смерти Николая I Адвенций в 868 году ездил в Рим, чтобы от имени Лотаря II засвидетельствовать почтение новому папе римскому Адриану II. Король просил наместника Святого Престола осудить ставшие известные ему планы Карла II Лысого и Людовика II Немецкого после его смерти разделить между собой Лотарингию. Обоим монархам Адриан II написал увещевательные послания, которые были доставлены адресатам епископом Меца. Сначала Адвенций посетил Людовика II Немецкого, а затем (24 мая) в сопровождении восточнофранкского канцлера Гримальда — Карла II Лысого.

Каролингская Европа по Мерсенскому договору (870 год)

После смерти Лотаря II в 869 году Карл II Лысый выбрал Мец местом своей коронации как правителя Лотарингии. Возглавлять эту состоявшуюся 9 сентября в соборе Святого Стефана церемонию он поручил Адвенцию. На ней епископ Меца произнёс речь о законности наследования королём Западно-Франкского государства владений его умершего племянника и удостоился за неё рукоплесканий участников коронации. Считается, что Франкон Льежский, Арнульф Тульский и Адвенций Мецский были теми лотарингскими епископами, которые призвали Карла II Лысого в бывшее королевство Лотаря II. В хронике Регино Прюмского утверждается, что епископ Меца сделал это из честолюбия. По сообщению того же автора, только благодаря Адвенцию правитель западных франков смог удержать значительную часть Лотарингии, когда на неё предъявил притязания король Восточно-Франкского государства Людовик II Немецкий. Вероятно, тогда Адвенций был наиболее влиятельным представителем духовенства Лотарингии. Вовлечённость в государственные дела сблизила его с Гинкмаром Реймсским, с которым епископ Меца вёл обширную переписку. Однако, несмотря на благоволение Карла II Лысого, Адвенций не смог воспрепятствовать присоединению бо́льшей части Мецской епархии к королевству восточных франков по Мерсенскому договору 8 августа 870 года.
При Адвенции Мец неоднократно становился местом проведения синодов франкского духовенства. Часть из них прошла под его председательством. По свидетельству Регино Прюмского, в 869 году Адвенций, пользовавшийся большим авторитетом у Карла II Лысого, содействовал получению своим родственником Бертульфом сана главы Трирской архиепархии. Назначение было проведено, несмотря на противодействие папы римского.
В августе 871 года Адвенций совместно с восемью архиепископами и двадцати одним епископом участвовал в осудившем епископа Лана Гинкмара синоде в Туси.
В 871 году Адвенций получил от Людовика II Немецкого дарственную хартию для Ноймюнстерского аббатства в Отвайлере. Этот женский бенедиктинский монастырь был за несколько лет до того (возможно, в 865 году) основан епископом, как предполагается, для укрепления своего влияния в восточной части Мецской епархии. Будучи настоятелем аббатства Святого Арнульфа в Меце, Адвенций реформировал эту обитель. В благодарность за заботу о братии монастыря монах Англенарий посвятил Адвенцию составленный им молитвослов. Для находившегося на попечении глав Мецской епархии аббатства Святого Трудона Адвенций повелел составить опись монастырского имущества.
Скорее всего, Адвенций умер 31 августа 875 года. Эта дата упоминается в «Деяниях Альдрика». Место смерти Адвенция неизвестно. По одним данным, он был похоронен в аббатстве Горз, по другим, в монастыре Святого Галла. Сохранилась сделанная на могиле Адвенция стихотворная эпитафия, сочинённая им самим. Это основной источник о происхождении и ранних годах его жизни. Известно и о других написанных гекзаметром стихах епископа Меца. Одно из таких произведений было высечено на сделанном по повелению Адвенция реликварии с мощами Стефана Первомученика, святого покровителя Меца.
Преемником Адвенция в сане главы Мецской епархии в марте 876 года был избран Вала.